# Mustelus minicanis
Mustelus minicanis  (лат.) — редкий вид хрящевых рыб рода обыкновенных куньих акул семейства куньих акул отряда кархаринообразных. Обитает в западной части Атлантического океана. Максимальная зафиксированная длина 57 см. Опасности для человека не представляет. Коммерческой ценности не имеет.

## Таксономия
Впервые вид научно описан в 1997 году. Вид известен всего по 9 экземплярам. Голотип представляет собой самца длиной 47,8 см, пойманного в 1963 году креветочным траулером между полуостровом Парагуами и Арубой на глубине 73 м. Паратипы: самка длиной 57,4 см, пойманная у полуострова Арайя в 1960 году; самец и самка длиной 31,2 см и 34,8 см, пойманные там же тогда же; самец длиной 47,7 см, пойманный в Карибском море к северу от островов Лос Тестигос на глубине 39—40 м; самка длиной 37,1 см, пойманная там же в 1968 году; два самца длиной 34,8 и 47,3 см, пойманные в 1964 году у берегов Кабо де ла Вела, Колумбия, на глубине 183 м и самка длиной 43,1 см, пойманная в 1965 году у побережья Байя Хонда, Колумбия, на глубине 174 м.

## Ареал
Mustelus minicanis является эндемиком центрально-западной части Атлантического океана, они обитают на ограниченной территории у берегов Колумбии и Венесуэлы на внешнем крае континентального шельфа на глубине от 71 до 183 м.

## Биология
Длина сформировавшегося эмбриона составляет 21—22 см. Самцы достигают половой зрелости при длине 47 см. Была поймана беременная самка длиной 57 см. В помёте может быть до 5 новорожденных.

## Взаимодействие с человеком
Не представляет опасности для человека. В качестве прилова попадает в сети креветочных траулеров. Данных для оценки статуса сохранности данного вида недостаточно.